# پودولسک

موقعیت استان مسکو در روسیه

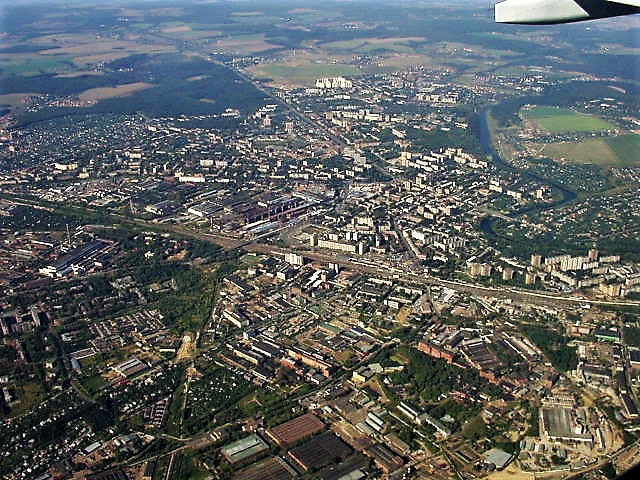
نمایی از فراز شهر پودولسک

پودولسک (به روسی: Подо́льск) یک شهر صنعتی واقع در استان مسکو در کشور روسیه است. این شهر در کنار رودخانه پاخرا قرار دارد. پودولسک یکی از شهرهای بزرگ استان مسکو با جمعیت ۱۸۰٫۹۶۳ نفر می‌باشد.
این شهر دارای یک مرکز تحقیقات هسته‌ای می باشد که در سال ۲۰۰۶، ۳۰۰ تن اورانیوم غنی شده را از آلمان برای قابل‌ استفاده کردن مجدد تحویل گرفت.
کارخانجات عمده این شهر در زمینه صنایع سیمان، متالورژی مواد فلزات غیرآهنی و صنایع غذایی است.